# Luca Signorelli

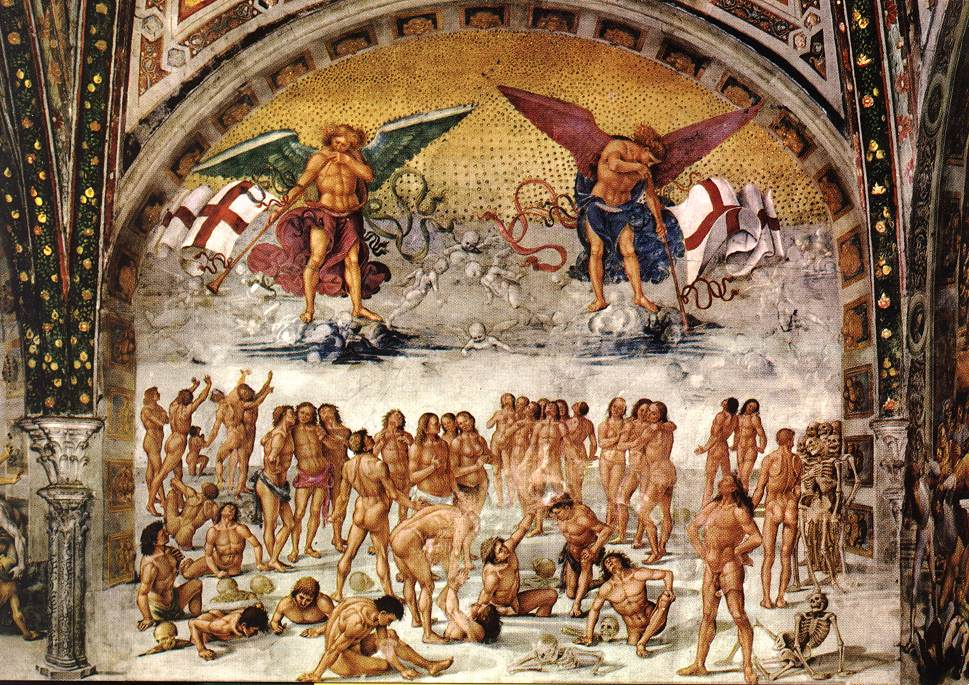
Zmartwychwstanie zmarłych

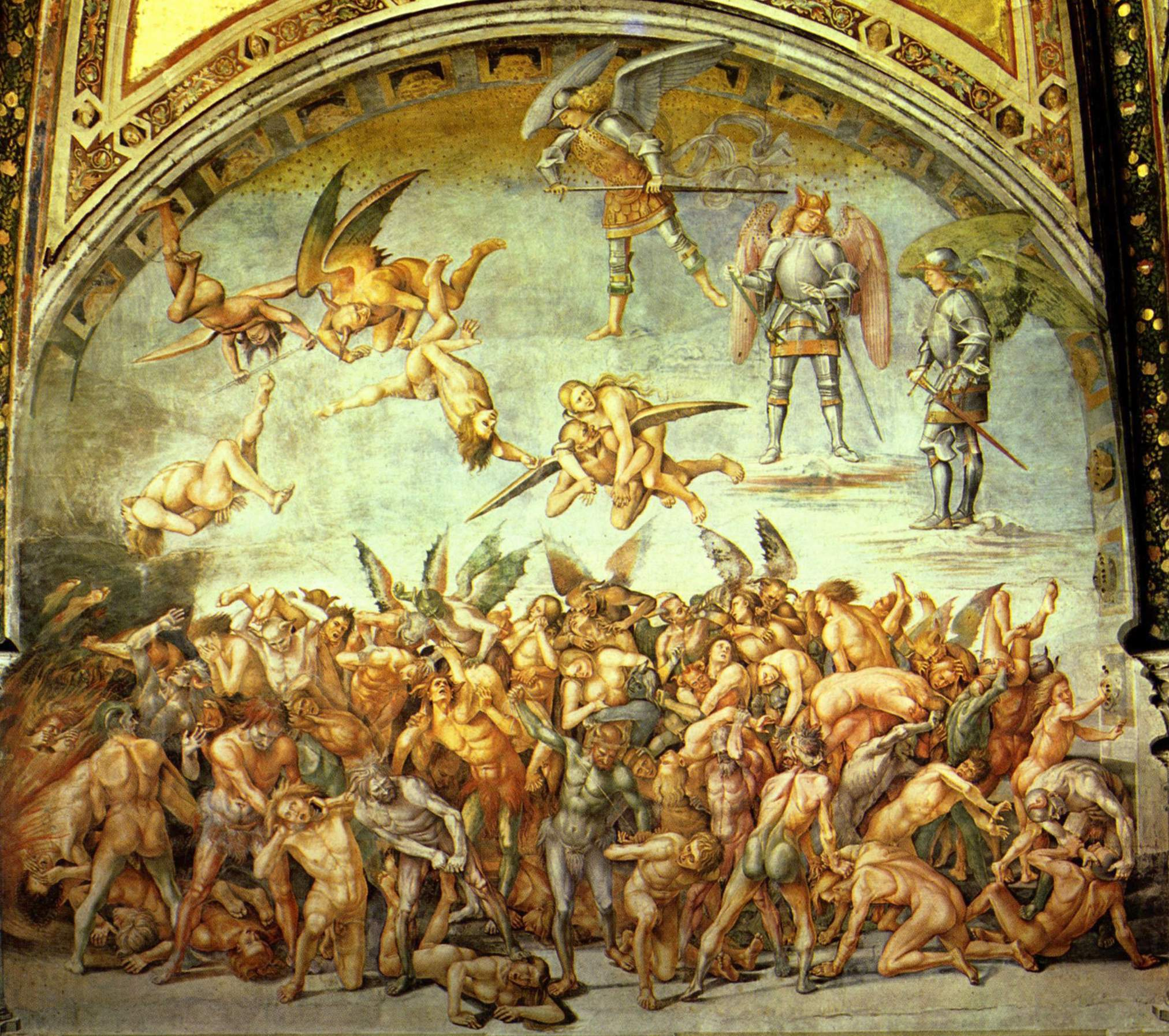
Piekło

Luca Signorelli (ur. ok. 1450, zm. 1523) – włoski malarz epoki quattrocenta. W swojej twórczości podejmował tematy religijne i mitologiczne. Lubił poruszać problematykę nagiego ciała. Charakterystyczny dla jego stylu jest rzeźbiarski modelunek i postaci o masywnej, atletycznej budowie. Poprzez ujęcia anatomiczne i nagromadzenie postaci jego malarstwo zbliżone jest do formy prac Michała Anioła.

## Koncert Pana
To monumentalna kompozycja mitologiczna zrealizowana na zamówienie Wawrzyńca Wspaniałego ok. 1490 r. Na obrazie została przedstawiona nimfa Syrinks, która według legendy miała się zamienić w krzak róży. W postaci Pana André Chastel, francuski historyk sztuki, dopatrywał się personifikacji samego władcy Florencji. Z lewej strony, w głębi obrazu, widoczna była personifikacja melancholii. Szczególny nastrój dzieła tworzyła czerwień zachodzącego słońca i długie cienie postaci, przybierających wyważone i spokojne pozy. Uwagę zwracała duża różnorodność aktów – kobiecych, męskich, młodzieńców i starców, a także różnice karnacji – od bieli ciał kobiecych po ciemny brąz ciał męskich. Koncert Pana uległ zniszczeniu podczas II wojny światowej.

## Freski z Orvieto
W latach 1499–1504 Signorelli stworzył cykl fresków w kaplicy San Brizio w Orvieto. Przedstawił w nich Historię Antychrysta, Raj, Piekło oraz Zmartwychwstanie ciał. Artysta zawarł w tym dziele jeszcze bogatszy zbiór klasycznego aktu. W Zmartwychwstaniu ciał głębiej badał problemy anatomiczne, w znaczeniu dosłownym, gdyż przedstawił szkielety ludzkie w różnych pozach. Dolną cześć wysokich ścian kaplicy wypełniają freski z wizerunkami: Wergiliusza, Owidiusza, Tibullusa, Klaudiana, Dantego i Empedoklesa. Wokół ich portretów Signorelli przedstawił wybrane sceny z ich utworów (w kwadratowych polach), np. Czyścieć z Boskiej Komedii Dantego, sceny z Metamorfoz wokół portretu Owidiusza. Wszyscy sportretowani to poeci, łącznie z Empedoklesem, który choć zasłynął głównie jako filozof - autor teorii o czterech żywiołach - pisał też poezje.

## Dzieła malarza
- Kłamstwa Antychrysta –  1500 – 1504, Kaplica San Brizio
- Biczowanie – ok. 1475 – 1480, tempera na desce 84 × 60 cm, Pinakoteka Brera